# Nicolaes Coeckebacker

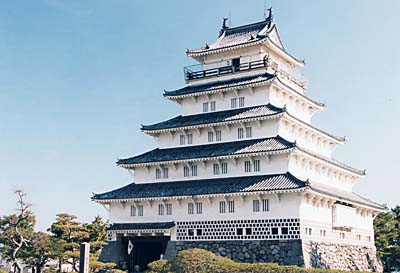
Het kasteel in Shimabara, dat werd aangevallen door de opstandelingen

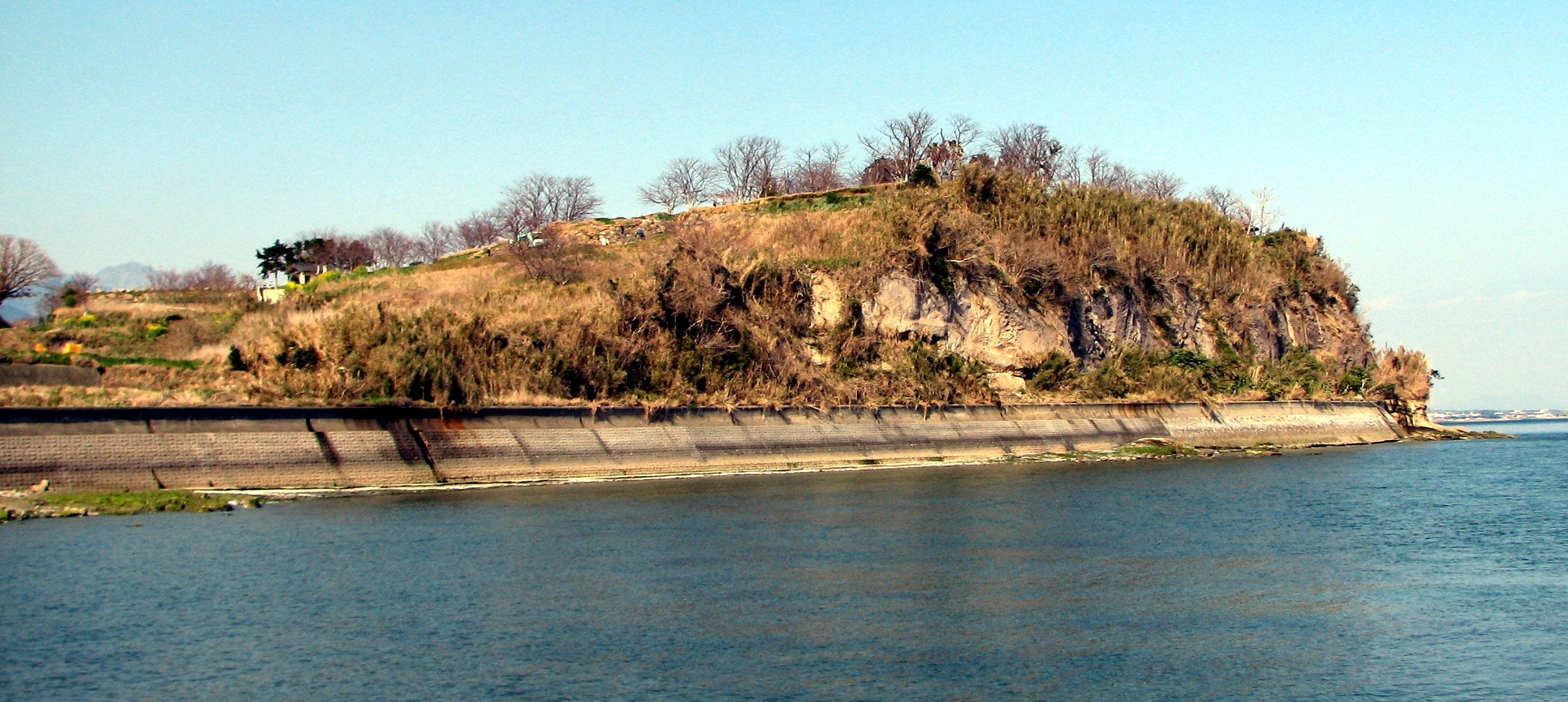
De ruïne van het Hara kasteel, vanuit zee

Nicolaas Coeckebacker of Couckebacker was twee keer opperhoofd in Firando: van 6 september 1633 tot 31 december 1635 en 1637 - 3 februari 1639, nadat de factorij een tijdlang gesloten was geweest vanwege de affaire Pieter Nuyts. Coeckebacker was betrokken bij het neerslaan van de Shimabara-opstand in 1638. Deze opstand was een van de factoren die ervoor zouden zorgen dat alle contacten met christelijke landen werden afgebroken. Na terugkeer in Holland werd hij schepen te Delft.

## Biografie
In mei 1633 voer hij uit naar Japan om des Compagnies dienst in Japan te bevorderen. Coeckebacker organiseerde tochten om zeekaarten te maken van het gebied rondom Goto-eilanden, Satsuma en Arima. Hij werkte samen met een van de beste schippers Matthijs Quast; het schip is teruggestuurd door de plaatselijke bevelhebber. Aan het eind van het jaar bracht Coeckebacker een bezoek aan Edo in verband met de vrijlating van Pieter Nuyts. In 1635 ging hij samen met François Caron naar Edo, die beter Japans sprak dan Coeckebacker. Caron bleef achter, Couckebacker reisde terug. In hetzelfde jaar begonnen de Japanners met de aanleg van Dejima, om alle Portugezen te interneren. Coeckebacker vergeleek het eiland met een kippenhok, waarin ze 's nachts werden opgesloten.
In april 1636 zeilde hij naar Batavia, in augustus was hij weer terug. De gouverneur-generaal Hendrik Brouwer vroeg zich af wat de Japanners zouden doen als de VOC Macau veroverde.

### De slag bij Shimabara

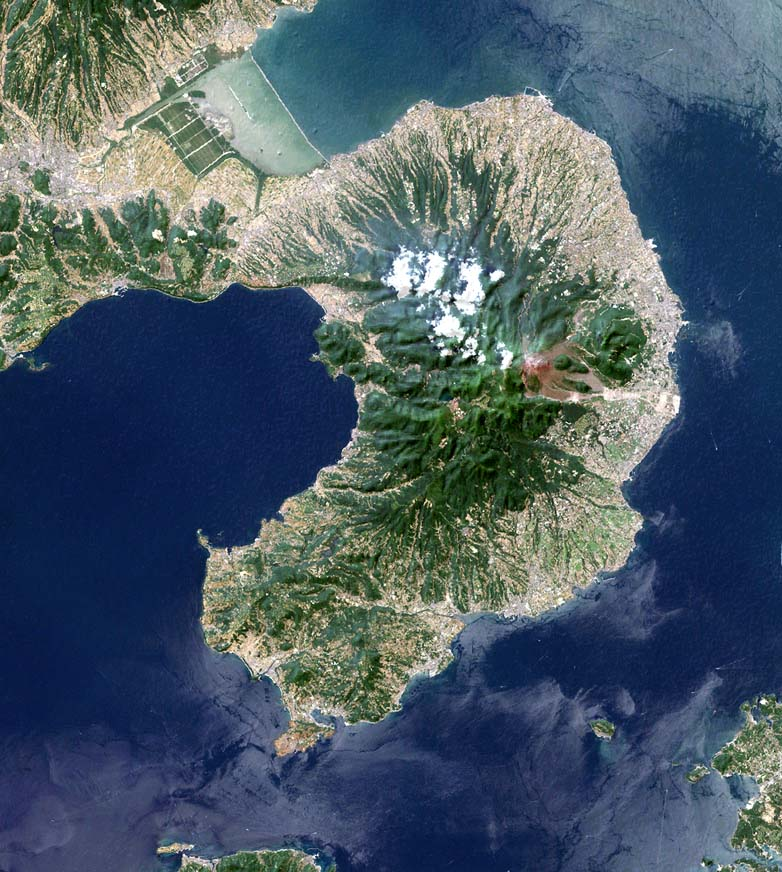
Het schiereiland Shimabara

Sinds de aankomst van Franciscus Xaverius was er sprake van een grote groep christenen in de omgeving van Nagasaki. Vanaf december 1637 streden de Japanse christenen, meestal verarmde boeren op het afgelegen eiland Kyushu onder leiding van de 16-jarige en charismatische Amakusa Shiro en zijn luitenants, waaronder honderd samoerai die zich gefrustreerd voelden door de bakufu en meer rechtvaardigheid eisten in het feodale Japan. De bewoners van het schiereiland Shimabara kwamen in opstand vanwege bijna ondraaglijke belastingmaatregelen, voedselschaarste en de wrede behandeling door de autoriteiten.
De Japanners verdachten de Portugezen hulp te bieden aan de opstandelingen en vroegen de Chinezen en Hollanders om te helpen de opstand neer te slaan. In januari 1638 deden de opstandelingen een aanval op het kasteel van Shimabara en verschansten zich in het verlaten kasteel van Hara, dat binnen twee weken in staat van paraatheid werd gebracht. Slecht voorzien van wapens, ammunitie en voedsel, maar strijdlustig, zijn er twee aanvallen van het regeringsleger afgeslagen.
Op 24 februari stelde Nicolaas Coeckebacker aan de shogun een schip ter beschikking om de opstandelingen te bombarderen. Hij ging, nadat hij de handelsvloot had weggestuurd, met het schip de Rijp, bewapend met twintig kanonnen, richting het fort Hara; vijf kanonnen werd over land aangevoerd. In de daarop volgende twee weken zijn honderden kogels afgevuurd op het kasteel met een groot, maar onbekend aantal verdedigers.
De opstandelingen die weinig vertrouwen in de daimyo en hun krijgers hadden, constateerden dat de shogun het niet meer afkon zonder buitenlanders. Op 12 maart trok Coeckebacker zich op verzoek terug, maar moest het geschut achterlaten. Hij verklaarde achteraf dat de Japanners hem gedwongen hadden. Het was niet zijn wil geweest, alhoewel de handel vanuit Dejima in gevaar kwam. De Japanse bevelhebber Matudaira wilde met het betrekken van de Nederlanders uitvinden of de Nederlanders het Japanse gezag zouden accepteren. Mogelijk lukte de aanval slecht vanwege de afstand en kwamen de bommen verkeerd terecht. Op 11 of 15 april is de aanval ingezet, toen de opstandelingen verzwakt waren door ondervoeding. In plaats van zich over te geven liepen de opstandelingen met hun vrouwen en kinderen de vlammen in. De shogun liet ongeveer 10.000 opstandelingen tellen door hun hoofden te verzamelen. Het kasteel werd met de grond gelijk gemaakt, zodat het nooit meer zou kunnen dienen als schuilplaats voor opstandelingen. Het neerslaan van de opstand betekende het feitelijk einde van de missie van de jezuïeten in Japan.

## De laatste jaren
Coeckebacker had op Hirado een pakhuis laten optrekken voorzien van een christelijk jaartal. Op 9 december 1638 legde hij de eerste steen. (Caron moest in 1640 het pakhuis laten afbreken door de bemanning van een schip. Zijn opvolger Maximiliaan le Maire verhuisde naar Dejima, nadat het terrein was platgebrand.) In 1640 had Coeckebacker een aanstelling in Tonkin en trad in onderhandeling met de Trinh-heren over een militair bondgenootschap.

### Terug in Delft
Coeckebacker trouwde met Maria Hoogenhoecx en investeerde in de vervening rond Veenhuizen (Noordenveld). In september 1644 trouwde hij opnieuw, maar dit keer "met de handschoen". De plechtigheid vond plaats in Voorburg (en in aanwezigheid van Constantijn Huygens). Zijn vriend Caron, had hem per volmacht gevraagd te trouwen met Constantia Boudaen, die vervolgens in het gezelschap van haar zuster Suzanne naar Ceylon reisde, om daarna in het kerkelijk huwelijk te treden met Caron. Tussen 1644 en 1649 trad hij op als vader of getuige.